# Église de la Dormition-de-la-Mère-de-Dieu de Perlez
Pour les articles homonymes, voir Église de la Dormition-de-la-Mère-de-Dieu.
L'église de la Dormition-de-la-Mère-de-Dieu de Perlez (en serbe cyrillique : Црква Успења Богородице у Перлезу ; en serbe latin : Crkva Uspenja Bogorodice u Perlezu) est une église orthodoxe serbe située à Perlez, dans la province autonome de Voïvodine, sur le territoire de la ville de Zrenjanin et dans le district du Banat central en Serbie. Elle est inscrite sur la liste des monuments culturels protégés de la république de Serbie (identifiant no SK 1988).

## Présentation

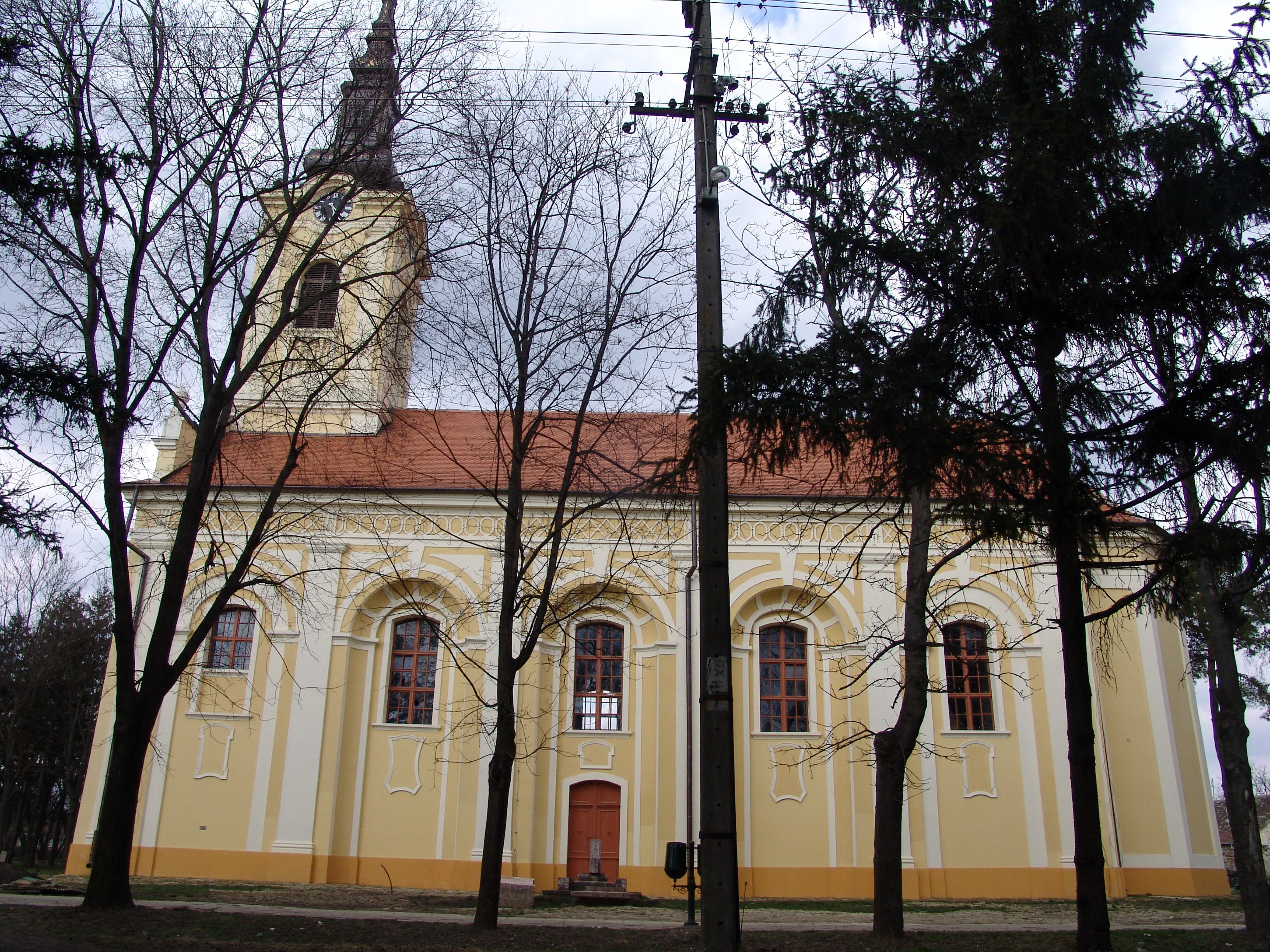
Vue de la façade sud.

L'église orthodoxe de Perlez a été construite dans la période 1808-1811. Elle se présente comme un édifice monumental aux murs massifs doté d'une nef unique prolongée par une abside pentagonale. Un haut clocher domine la façade occidentale ; cette façade est ornée de quatre pilastres soutenant une architrave portant elle-même un petit fronton triangulaire. Les façades latérales sont dotées de niches en demi-cintre formant des caissons moulurés dans lesquels s'inscrivent les fenêtres. La décoration est caractéristique du style baroque.
L'un des intérêts majeurs de l'église tient à son iconostase, peinte par Uroš Predić en 1885 en remplacement de l'ancienne qui avait été incendiée. Les fresques des voûtes ont été réalisées par Еduаrd Klein, un artiste viennois, en 1892, en remplacement d'anciennes peintures dues à Živkо Pеtrоvić et réalisées en 1847.

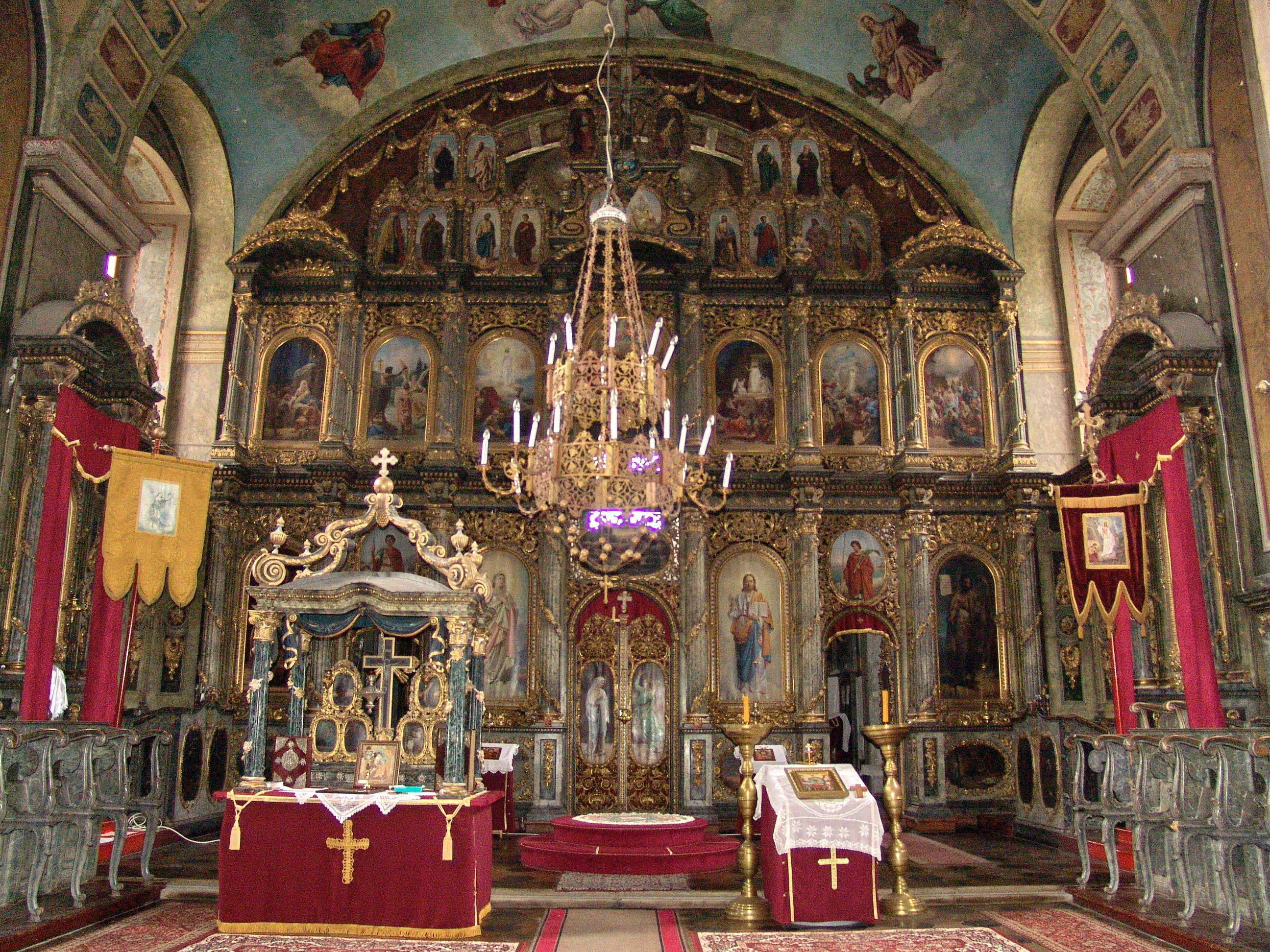
L'iconostase de l'église.